# Gilbert Dresch
Gilbert Dresch (Luxemburgo, 14 de septiembre de 1954) es un exfutbolista luxemburgués. Se desempeñaba en posición de defensa.

## Selección nacional
Fue internacional con la Selección de fútbol de Luxemburgo en cincuenta y dos ocasiones entre 1976 y 1987.

## Clubes
| Club          | País       | Año         |
| ------------- | ---------- | ----------- |
| Avenir Beggen | Luxemburgo | 1974 - 1989 |

## Palmarés

### Campeonatos nacionales
| Título             | Club          | País       | Año                     |
| ------------------ | ------------- | ---------- | ----------------------- |
| Division Nationale | Avenir Beggen | Luxemburgo | 1981/82 1983/84 1985/86 |
| Copa de Luxemburgo | Avenir Beggen | Luxemburgo | 1982/83 1983/84 1986/87 |